# Dave Franco
David John "Dave" Franco (Palo Alto, 12 juni 1985) is een Amerikaans acteur. Hij is onder meer bekend van de films 21 Jump Street, Charlie St. Cloud en Now You See Me. Franco is de jongere broer van acteur James Franco.

## Biografie
Franco werd geboren in Palo Alto (Californië). Hij groeide op in een joods gezin. In 2003 volgde hij de opleiding psychologie op de University of Southern California. Later dat jaar stopte hij met zijn opleiding, om zich vervolgens te richten op zijn acteercarrière.
In de televisieserie 7th Heaven maakte Franco zijn acteerdebuut.

### Gezinsleven
Zijn ouders, Douglas en Besty Lou, ontmoetten elkaar terwijl ze beiden aan Stanford University studeerden. Zijn grootmoeder schreef en publiceerde boeken voor jongvolwassenen. Samen met James heeft hij nog een broer genaamd Tom. In 2017 trouwde hij met actrice Alison Brie.

## Filmografie
- Biblioteca Nacional de España: XX5404569
- Bibliothèque nationale de France: cb17008909n (data)
- Gemeinsame Normdatei: 106227153X
- International Standard Name Identifier: 0000 0004 5778 7502
- Library of Congress Control Number: no2010177836
- Nationale Bibliotheek van Tsjechië: xx0217918
- Nationale Bibliotheek van Israël: 987009347866005171
- Nederlandse Thesaurus van Auteursnamen: 408161019
- Système universitaire de documentation: 200137611
- Virtual International Authority File: 66144814415868090832
- WorldCat: E39PBJckPywhxQh9cy8dgMYHG3